# Psilotrichum gloveri
Psilotrichum gloveri är en amarantväxtart som beskrevs av Karl Suessenguth. Psilotrichum gloveri ingår i släktet Psilotrichum och familjen amarantväxter. Inga underarter finns listade i Catalogue of Life.